# Soldatenname
Soldatennamen (soldatnamn) sind ein schwedisches Phänomen des 16. bis 20. Jahrhunderts, als neue Soldaten von ihren Offizieren einen neuen Namen zugeteilt bekamen. 
Der Anlass war, dass in einer Gruppe oder einem Zug eine große Anzahl der Soldaten dasselbe Patronym als Namen trugen, und dadurch Kommandos unklar wurden. Mit Soldatennamen konnten die fünf Anderssons fünf verschiedene Namen erhalten, und klar identifiziert werden. 
Die Soldatennamen bauten oft auf positive Eigenschaften eines Soldaten oder auf militärische Gegenstände, aber auch auf die geographische Herkunft des Soldaten oder auf Naturgegenstände.

## Beispiele von schwedischen Soldatennamen
- Rask (deutsch: rasch)
- Snäll (veraltet schnell, heute lieb)
- Modig (mutig)
- Tapper (tapfer)
- Munter (munter)
- Granat (Granate)
- Patron (Patrone)
- Träff (Treffer)
- Björk (Birke)
- Berg